# Divisione Nazionale 1945-1946 (rugby a 15)
La Divisione Nazionale 1945-46 fu il 16º campionato nazionale italiano di rugby a 15 di prima divisione.
Fu il primo campionato del dopoguerra e vide ai nastri di partenza, oltre ai club storici come Amatori Milano, Bologna, Rovigo, Rugby Roma, anche nuove formazioni quali per esempio il Rugby Milano, fondato proprio nel 1945, la Giovinezza Trieste, la nuova sezione rugby del Ginnastica Torino e il Parma.
Si tenne dal 3 febbraio 1946 al 29 giugno 1946 tra 22 squadre e, più che essere un vero e proprio campionato – quantomeno nella struttura, disomogenea a seconda delle zone – fu lo svolgimento di due campionati paralleli, uno per l'Italia settentrionale (denominato Coppa Alta Italia, la cui stagione regolare si tenne tra il 3 febbraio e il 31 marzo 1946), strutturato a gironi e con fasi a eliminazione diretta a partire dai quarti di finale, e un altro per quella centro-meridionale, di fatto limitato a Roma e Napoli: tale torneo infatti, chiamato Campionato Centro-Sud, fu diviso in due gironi, il Campionato Romano (cinque club della Capitale), disputatosi tra il 24 febbraio e il 24 marzo 1946 e Campionato Campano (solo il Napoli), con un girone finale a tre composto dalle migliori due del Campionato Romano e lo stesso Napoli.
L'andamento del torneo fece dubitare della possibilità, per il 1946, di tenere una finale nazionale, dal momento che i tempi lunghi del torneo settentrionale (finale il 19 giugno) ponevano problemi logistici.
Campioni dell'Alta Italia e del Centro-Sud furono rispettivamente Amatori Milano e Rugby Roma e, il 22 giugno 1946, le due squadre si incontrarono per la finale d'andata all'Arena Civica di Milano e gli Amatori prevalsero nettamente 20-0, confermando la maggior preparazione del rugby dell'Alta Italia; il ritorno a Roma, allo Stadio Nazionale, vide i milanesi prevalere di nuovo per 12-3; per i bianconeri meneghini si trattò del 14º scudetto.
Fu, quello, l'ultimo titolo dell'Amatori Milano per 45 stagioni; il successivo giunse infatti nella stagione 1990-91.

## Squadre partecipanti
| Coppa Alta Italia    | Campionato Centro-Sud | Campionato Centro-Sud |
| Coppa Alta Italia    | Campionato Romano     | Campionato Campano    |
| -------------------- | --------------------- | --------------------- |
| Amatori Milano       | Amatori Lazio         | Napoli                |
| Amatori Milano II    | Goliardica            |                       |
| Ambrosiana (Milano)  | Juventus Roma         |                       |
| Bologna              | Olimpic ’44           |                       |
| U.S. Bolognese       | Rugby Roma            |                       |
| Edera (Trieste)      |                       |                       |
| Genova               |                       |                       |
| Ginnastica Torino    |                       |                       |
| Giovinezza (Trieste) |                       |                       |
| Rugby Milano         |                       |                       |
| Padova               |                       |                       |
| Parma                |                       |                       |
| Piemonte             |                       |                       |
| Rovigo               |                       |                       |
| Tacu Boys (Torino)   |                       |                       |
| Udine                |                       |                       |

## Prima fase

### Coppa Alta Italia

#### Girone A
|       | Girone A                           |      |
| ----- | ---------------------------------- | ---- |
| 29-0  | Amatori Milano — Tacu Boys         | 37-0 |
| 11-16 | Piemonte — Ginnastica Torino       | 8-11 |
| 31-0  | Amatori Milano — Ginnastica Torino | 0-0  |
| n.d.  | Tacu Boys — Piemonte               | n.d. |
| 3-12  | Tacu Boys — Ginnastica Torino      | 3-17 |
| 0-19  | Piemonte — Amatori Milano          | 0-6  |
|       |                                    |      |

#### Classifica
| Pos | Squadra           | G | V | N | P | PF  | PS | P±  | PT |
| --- | ----------------- | - | - | - | - | --- | -- | --- | -- |
| A1  | Amatori Milano    | 6 | 5 | 1 | 0 | 122 | 0  | 122 | 11 |
| A2  | Ginnastica Torino | 6 | 4 | 1 | 1 | 56  | 56 | 0   | 9  |
| A3  | Piemonte          | 4 | 0 | 0 | 4 | 19  | 52 | −33 | 0  |
| A4  | Tacu Boys         | 4 | 0 | 0 | 4 | 6   | 95 | −89 | 0  |

#### Girone B
|       | Girone B                       |      |
| ----- | ------------------------------ | ---- |
| 12-3  | Genova — Amatori Milano II     | 3-0  |
| 0-0   | Milano — Ambrosiana            | 6-3  |
| 11-12 | Genova — Milano                | 6-20 |
| 10-3  | Amatori Milano II — Ambrosiana | 3-9  |
| 19-6  | Milano — Amatori Milano II     | 6-0  |
| 3-8   | Ambrosiana — Genova            | 0-22 |

#### Classifica
| Pos | Squadra           | G | V | N | P | PF | PS | P±  | PT |
| --- | ----------------- | - | - | - | - | -- | -- | --- | -- |
| B1  | Rugby Milano      | 6 | 5 | 1 | 0 | 63 | 26 | 37  | 11 |
| B2  | Genova            | 6 | 4 | 0 | 2 | 62 | 38 | 24  | 8  |
| B3  | Ambrosiana        | 6 | 1 | 1 | 4 | 18 | 49 | −31 | 3  |
| B4  | Amatori Milano II | 6 | 1 | 0 | 5 | 22 | 52 | −30 | 2  |

#### Girone C
|      | Girone C            |      |
| ---- | ------------------- | ---- |
| -    | Edera — Padova      | 3-20 |
| 23-0 | Giovinezza — Udine  | -    |
| 32-0 | Giovinezza — Edera  | 19-5 |
| -    | Udine — Padova      | -    |
| 3-8  | Giovinezza — Padova | 4-6  |
| 0-10 | Edera — Udine       | 5-3  |

#### Classifica
| Pos | Squadra    | G | V | N | P | PF | PS | P±  | PT |
| --- | ---------- | - | - | - | - | -- | -- | --- | -- |
| C1  | Giovinezza | 4 | 3 | 0 | 1 | 81 | 19 | 62  | 6  |
| C2  | Padova     | 3 | 3 | 0 | 0 | 34 | 10 | 24  | 6  |
| C3  | Udine      | 3 | 1 | 0 | 2 | 13 | 28 | −15 | 2  |
| C4  | Edera      | 5 | 1 | 0 | 4 | 13 | 84 | −71 | 2  |

#### Girone D
|      | Girone D                 |      |
| ---- | ------------------------ | ---- |
| 44-0 | Rovigo — U.S. Bolognese  | 28-3 |
| 0-6  | Parma — Bologna          | 5-27 |
| 64-3 | Bologna — U.S. Bolognese | 38-0 |
| 5-9  | Parma — Rovigo           | 8-33 |
| 43-3 | Parma — U.S. Bolognese   | 28-4 |
| 12-6 | Rovigo — Bologna         | 8-8  |

#### Classifica
| Pos | Squadra        | G | V | N | P | PF  | PS  | P±   | PT |
| --- | -------------- | - | - | - | - | --- | --- | ---- | -- |
| D1  | Rovigo         | 6 | 5 | 1 | 0 | 134 | 30  | 104  | 11 |
| D2  | Bologna        | 6 | 4 | 1 | 1 | 149 | 28  | 121  | 9  |
| D3  | Parma          | 6 | 2 | 0 | 4 | 89  | 82  | 7    | 4  |
| D4  | U.S. Bolognese | 6 | 0 | 0 | 6 | 13  | 245 | −232 | 0  |

#### Fase a eliminazione
|  | Quarti di finale  | Quarti di finale  | Quarti di finale | Quarti di finale | Quarti di finale |  |  | Semifinali        | Semifinali        | Semifinali        | Semifinali        | Semifinali |   |   | Finale Alta Italia | Finale Alta Italia | Finale Alta Italia | Finale Alta Italia | Finale Alta Italia |  |
|  |                   |                   |                  |                  |                  |  |  |                   |                   |                   |                   |            |   |   |                    |                    |                    |                    |                    |  |
|  | Genova            | Genova            | 3                | 0                | 3                |  |  |                   |                   |                   |                   |            |   |   |                    |                    |                    |                    |                    |  |
|  | Amatori Milano    | Amatori Milano    | 36               | 12               | 48               |  |  | Amatori Milano    | Amatori Milano    | 35                | 11                | 46         |   |   |                    |                    |                    |                    |                    |  |
|  | Bologna           | Bologna           | 15               | 3                | 18               |  |  | Bologna           | Bologna           | 6                 | 0                 | 6          |   |   |                    |                    |                    |                    |                    |  |
|  | Padova            | Padova            | 12               | 5                | 17               |  |  |                   |                   |                   |                   |            |   |   | Amatori Milano     | Amatori Milano     | 21                 | 14                 | 35                 |  |
|  | Rugby Milano      | Rugby Milano      | 9                | 5                | 14               |  |  |                   |                   | Ginnastica Torino | Ginnastica Torino | 0          | 5 | 5 |                    |                    |                    |                    |                    |  |
|  | Ginnastica Torino | Ginnastica Torino | 6                | 9                | 15               |  |  | Rovigo            | Rovigo            | 13                | 9                 | 22         |   |   |                    |                    |                    |                    |                    |  |
|  | Rovigo            | Rovigo            | 12               | 19               | 31               |  |  | Ginnastica Torino | Ginnastica Torino | 10                | 14                | 24         |   |   |                    |                    |                    |                    |                    |  |
|  | Giovinezza        | Giovinezza        | 6                | 8                | 14               |  |  |                   |                   |                   |                   |            |   |   |                    |                    |                    |                    |                    |  |

### Campionato Centro-Sud

#### Campionato Romano
| Data      | Campionato Romano           | Risultato |
| --------- | --------------------------- | --------- |
| 24-2-1946 | Olimpic '44 — Goliardica    | 56-6      |
| 24-2-1946 | Rugby Roma — Juventus       | 21-3      |
| 3-3-1946  | Rugby Roma — Goliardica     | 32-0      |
| 3-3-1946  | Olimpic '44 — Amatori Lazio | 29-0      |
| 10-3-1946 | Olimpic '44 — Juventus      | 3-0       |
| 10-3-1946 | Goliardica — Amatori Lazio  | 4-0       |
| 17-3-1946 | Juventus — Amatori Lazio    | 22-3      |
| 19-3-1946 | Rugby Roma — Olimpic '44    | 10-5      |
| 24-3-1946 | Rugby Roma — Amatori Lazio  | 27-0      |
| 24-3-1946 | Juventus — Goliardica       | 6-3       |

#### Classifica
| Pos | Squadra       | G | V | N | P | PF | PS | P±  | PT |
| --- | ------------- | - | - | - | - | -- | -- | --- | -- |
| 1   | Rugby Roma    | 4 | 4 | 0 | 0 | 90 | 8  | 82  | 8  |
| 2   | Olimpic ’44   | 4 | 3 | 0 | 1 | 93 | 16 | 77  | 6  |
| 3   | Juventus Roma | 4 | 2 | 0 | 2 | 31 | 30 | 1   | 4  |
| 4   | Goliardica    | 4 | 1 | 0 | 3 | 13 | 94 | −81 | 2  |
| 5   | Amatori Lazio | 4 | 0 | 0 | 4 | 3  | 82 | −79 | 0  |

#### Campionato Campano
- Napoli

#### Finali Centro-Sud
| Roma | Olimpic ’44 | 5 – 5 | Rugby Roma |  |

| Roma | Rugby Roma | 27 – 0 | Napoli |  |

| Napoli | Napoli | 10 – 6 | Olimpic ’44 |  |

| Roma | Rugby Roma | 6 – 0 | Olimpic ’44 |  |

| Napoli | Napoli | 3 – 3 | Rugby Roma |  |

| Roma | Olimpic ’44 | 14 – 0 | Napoli |  |

##### Classifica finale Centro-Sud
| Pos | Squadra     | G | V | N | P | PF | PS | DP  | Pt |
| --- | ----------- | - | - | - | - | -- | -- | --- | -- |
| 1   | Rugby Roma  | 4 | 2 | 2 | 0 | 41 | 8  | +33 | 6  |
| 2   | Olimpic ’44 | 4 | 1 | 1 | 2 | 25 | 21 | +4  | 3  |
| 3   | Napoli      | 4 | 1 | 1 | 2 | 13 | 50 | −37 | 3  |

## Finale nazionale
| Arbitro: | Rama (Torino) |

| |            | |
| Visentin 43’ Fava 58’ Barzaghi 73’                                                                                          | mt         | |
| Sessi 43’ | tr         | |
| Sessi 27’, 51’, 59’ | c.p.       | |
| Chiolo Pravettoni Cazzini Fava Barzaghi Parmigiani Moretti Ranzato Visentin Favretto Bevilacqua Maroni Romani Testoni Sessi | Formazioni | Zampieri Rossini Vinci III (c) Veccia Gabrielli Marini De Gregorio Capogrossi Picardi Matteucci Silvestri Barilari Monti Volpe Paletta |

| Arbitro: | Rizzoli (Bologna) |

| |            | |
| | mt         | 44’ Barzaghi 78’ Visentin                                                                                                   |
| Piccardi 17’ | c.p.       | 3’, 60’ Sessi |
| Zampieri Rossini Vinci III (c) Veccia Gargiullo Marini Farinelli Gabrielli Piccardi Paletta Barilari Silvestri Monti Capogrossi Raffo | Formazioni | Chiolo Pravettoni Cazzini Fava Barzaghi Parmigiani Moretti Ranzato Visentin Favretto Bevilacqua Maroni Romani Testoni Sessi |

## Verdetti
- Amatori Milano: campione d'Italia